# Carkin
Carkin est une paroisse civile du Yorkshire du Nord, en Angleterre.